# Kościół Trójcy Przenajświętszej w Babicach
Kościół Trójcy Przenajświętszej – rzymskokatolicki kościół parafialny należący do dekanatu Dubiecko archidiecezji przemyskiej.
Świątynia została wzniesiona w 1792 roku i ufundowana przez Jerzego i Katarzynę Pinińskich. Oni też oraz mieszczanin Franciszek Gałgan ofiarowali działkę pod nową świątynię i cmentarz. Budowla została odnowiona w 1860 roku przez Eustachego Dembińskiego, W dniu 17 kwietnia 1866 roku kościół został spalony. Zostały zniszczone: dach, okna, organy, dzwony stopiły się, facjata i część sklepienia upadły. Zachował się wielki ołtarz z cudownym obrazem. Po pożarze świątynia została odbudowana w dzisiejszej formie. W 1904 roku świątynia i ołtarze zostały wymalowane, a w 1934 roku dach został pokryty blachą. Na chórze muzycznym Są umieszczone organy o 20 głosach z jednym manuałem wykonane pod koniec XIX wieku w pracowni Śliwińskiego we Lwowie. ￼Świątynia posiada jedną nawę, została wzniesiona w stylu późnobarokowym, jest orientowana i wybudowana z kamienia i cegły. Kościół nakryty jest dachem siodłowym, na dachu jest umieszczona czworoboczna wieżyczka - sygnaturka. Po bokach prezbiterium znajdują się: murowana kuchta od strony północnej, a od strony południowej zakrystia, nakryte trójspadowymi dachami. Pod prezbiterium znajduje się pusta krypta. Świątynia jest ogrodzona kamienno – ceglanym murem. Fasada frontowa jest ozdobiona portalem. We wnęce po zamurowanym oknie nad drzwiami wejściowymi jest umieszczona kamienna figura św. Józefa. Fasada frontowa jest zwieńczona tympanonem, w którym jest umieszczone okno w kształcie owalu. Na dachu przy prezbiterium jest umieszczona wieża z sygnaturką.

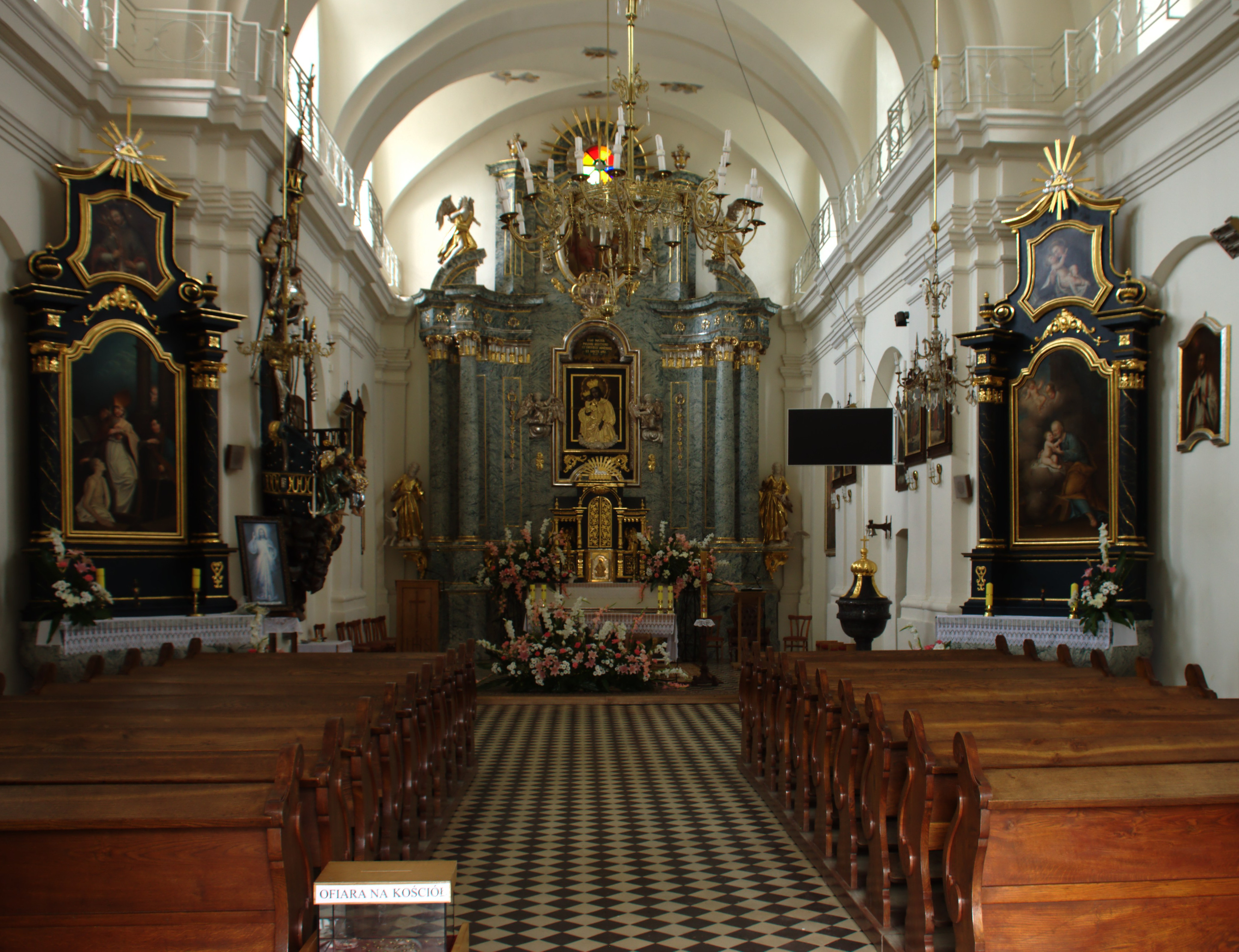
Wnętrze kościoła parafialnego